# Grenada ai Giochi olimpici
Grenada ha partecipato per la prima volta ai Giochi olimpici nel 1984. Non ha mai preso parte ai Giochi olimpici invernali.
Ai Giochi di Londra 2012 Grenada ha conquistato la sua prima medaglia olimpica, l'oro di Kirani James nei 400 metri piani; lo stesso velocista  ha conquistato l'argento sulla stessa distanza a Rio de Janeiro 2016 e il bronzo a Tokyo 2020.
Il Comitato Olimpico di Grenada venne creato e riconosciuto dal CIO nel 1984.

## Medaglieri

### Medaglie alle Olimpiadi estive
| Giochi              | Oro | Argento | Bronzo | Totale |
| ------------------- | --- | ------- | ------ | ------ |
| 1984 Los Angeles    | 0   | 0       | 0      | 0      |
| 1988 Seul           | 0   | 0       | 0      | 0      |
| 1992 Barcellona     | 0   | 0       | 0      | 0      |
| 1996 Atlanta        | 0   | 0       | 0      | 0      |
| 2000 Sydney         | 0   | 0       | 0      | 0      |
| 2004 Atene          | 0   | 0       | 0      | 0      |
| 2008 Pechino        | 0   | 0       | 0      | 0      |
| 2012 Londra         | 1   | 0       | 0      | 1      |
| 2016 Rio de Janeiro | 0   | 1       | 0      | 1      |
| 2020 Tokyo          | 0   | 0       | 1      | 1      |
| 2024 Parigi         | 0   | 0       | 2      | 2      |
| Totale              | 1   | 1       | 3      | 5      |